# 洛德里诺
洛德里诺（義大利語：Lodrino），是意大利布雷西亚省的一个市镇。总面积16平方公里，人口1815人，人口密度113.4人/平方公里（2009年）。国家统计（ISTAT）代码为017090。